# Cantó de Sent Peir de Chinhac
El cantó de Saint-Pierre-de-Chignac és un cantó francès del departament de la Dordonya, a la regió d'Aquitània. Està inclòs en el districte de Perigús, té 15 municipis i el cap cantonal és Sent Peir de Chinhac.

## Municipis
- Astur
- Bassilhac
- En Bòrn
- Bolasac
- La Dosa
- Eilhac
- Marsanés
- Milhac d'Auba Ròcha
- Nòstra Dama de Sanilhac
- Sent Antòni d'Auba Ròcha
- Sent Crespin d'Auba Ròcha
- Sengeirac
- Sent Laurenç de Manoire
- Chinhac
- Sent Peir de Chinhac

## Història
| Data d'elecció                           | Identitat     | Partit | Qualitat |
| ---------------------------------------- | ------------- | ------ | -------- |
| 1964-1994                                | Alexis Félix  | PS     |          |
| 1994-                                    | Jacques Auzou | PCF    |          |
| les dades anteriors no són pas conegudes |               |        |          |
|                                          |               |        |          |

## Demografia
| 1962   | 1968   | 1975   | 1982   | 1990   | 1999   | 2006   |
| ------ | ------ | ------ | ------ | ------ | ------ | ------ |
| 10.039 | 10.345 | 12.343 | 14.451 | 16.754 | 17.591 | 18.822 |